# Jacob Sverdrup Smitt
Jacob Sverdrup Smitt, född den 6 januari 1835, död den 6 juni 1889, var en norsk biskop, systerson till statsministern Johan Sverdrup, bror till Jonas Smitt.
Smitt blev teologie kandidat 1860. Han var biskop i Tromsø stift 1876-85, senare i Kristiansand, och representerade 1874-82 Tromsø, Bodø och Finmarkssstäderna i stortinget, där han 1880-82 var lagtingets president.